# Bürenbruch
Bürenbruch ist ein Weiler und Ortsteil von Ergste. Ergste ist wiederum ein Stadtteil von Schwerte im Kreis Unna, Nordrhein-Westfalen, Deutschland.
Es liegt südlich der Ruhr in der Nähe des Sauerlands und wird hauptsächlich für die Forstwirtschaft und Landwirtschaft genutzt. Im Jahr 2012 hatte Bürenbruch eine Bevölkerung von 243 Einwohnern.

## Geologie
In Bürenbruch verlaufen mehrere Bäche, darunter der Lollenbach und der Wannebach. Der Lollenbach fließt mit dem Reingser Bach zusammen und bildet den Elsebach.

## Geschichte
Vor 1975 gehörte Bürenbruch zum Kreis Iserlohn.
Ein historischer Pfad in Bürenbruch, der Michaelisweg, war früher eine Route, über die zur Michaelistags (29. September) der Zehnt in Form von landwirtschaftlichen Produkten aus dem Lehen zum Schloss Hohenlimburg in Hagen-Hohenlimburg abgeführt wurde.
Die ehemalige evangelische, einzügige Schule in Bürenbruch hieß „Reingsen zu Bürenbruch“, weil die vorherige Schule in Reingsen lag, einem weiteren Ortsteil von Ergste.
Die Schule wurde 1855 in Bürenbruch erbaut und 1967 geschlossen; sie befindet sich heute in privatem Besitz.

## Sehenswürdigkeiten
- Der Grabhügel Grävingholz: Ein Rundhügel im Grävingholz, der im Jahr 1935 von Paul Spiegel beschrieben wurde. Er ist ein Überbleibsel aus prähistorischer Zeit und eine der bedeutenden archäologischen Stätten in der Region.[6]
- Die ehemalige Schule Bürenbruch: Heute privat genutzt und ein historisches Gebäude der Region.
- Das Gut Böckelühr, ein historisches Anwesen und heutiger Bauernhof und Ponyhof.

## Vereine und Gruppen
- Die Schäferhunde Ortsgruppe für Bürenbruch:
- Der Reitverein Bürenbruch: